# Rudgea raveniana
Rudgea raveniana är en måreväxtart som beskrevs av William Carl Burger. Rudgea raveniana ingår i släktet Rudgea och familjen måreväxter.
Artens utbredningsområde är Costa Rica. Inga underarter finns listade i Catalogue of Life.